# Le Roi des îles
Pour plus de détails, voir Fiche technique et Distribution.
Le Roi des îles (His Majesty O'Keefe) est un film américain réalisé par Byron Haskin, sorti en 1954.
Le scénario du film est une adaptation du roman His Majesty O'Keefe (1952) de Laurence Klingman et Gerald Green.

## Synopsis
Au XIXe siècle, le capitaine David O'Keefe (Burt Lancaster), cherchant sa fortune dans l'océan Pacifique Sud, décide d'enrôler des indigènes insulaires à la récolte du coprah, mais se heurte à de nombreux problèmes culturels.

## Fiche technique
- Titre : Le Roi des îles
- Titre original : His Majesty O'Keefe
- Réalisation : Byron Haskin
- Scénario : Borden Chase, James Hill, inspiré d'un roman de Lawrence Klingman et Gerald Green
- Chef opérateur : Otto Heller
- Musique : Dimitri Tiomkin
- Décors : Jane Roth
- Costumes : Marjorie Best, Elizabeth Hennings
- Producteur : Harold Hecht, Norman Deming
- Société de production : Norma Productions
- Société de distribution : Warner Bros.
- Genre : Film dramatique, Film biographique, Film d'aventure, Film d'action
- Durée : 91 minutes
- Dates de sortie :
  - États-Unis : 16 janvier 1954
  - France : 11 juin 1954
- Affiche : Boris Grinsson (France)

## Distribution
- Burt Lancaster (VF : Raymond Loyer) : David Dion O'Keefe
- Joan Rice (VF : Nelly Benedetti) : Dalabo aki Dali
- André Morell (VF : Georges Hubert) : Alfred Tetins (Terens en VF)
- Abraham Sofaer : Fatumak, le sorcier
- Archie Savage : Boogulroo
- Benson Fong : Mr Chou
- Tessa Prendergast : Kakofel
- Lloyd Berrell : Inifel (Inifez en VF)
- Charles Horvath (VF : Marcel Rainé) : Capitaine Bully Hayes
- Philip Ahn (VF : Ky Duyen) : Sien Tang
- Guy Doleman (VF : Maurice Dorléac) : Herr Weber
- Grant Taylor (VF : Ulric Guttinger) : Lieutenant Brenner
- Alexander Archdale (VF : Pierre Leproux) : Bob (Bart en VF) Harris
- Harvey Adams (VF : Richard Francœur) : Herr Friedlander
- James Dime
- Paul Picerni (VF : Jean-Henri Chambois) : l'armateur espagnol
- Jack Stoney
- Sol Gorss